# Waterloo & City Line
| Strecke der Waterloo & City Line                                                                                            |                                 |                                       |                                       |
| Streckenlänge: | 2,4 km                          |                                       |                                       |
| |                                 |                                       |                                       |
| Linienfarbe: | Türkis                          |                                       |                                       |
| Eröffnungsjahr: | 1898                            |                                       |                                       |
| Linientyp: | Röhrenbahn                      |                                       |                                       |
| Stationen: | 2                               |                                       |                                       |
| Depot: | Waterloo                        |                                       |                                       |
| Eingesetzter Zugtyp: | 1992 Tube Stock                 |                                       |                                       |
| Fahrgäste: | ca. 15 Mio. (jährlich, 2011/12) |                                       |                                       |
| Waterloo & City Line |                                 |                                       |                                       |
| \| \| \| Bank Central Circle District Northern \| \| \| \| Waterloo Bakerloo Jubilee Northern \| \| \| \| Waterloo Depot \| |                                 |                                       |                                       |
| U-Bahn-Kopfbahnhof Streckenanfang                                                                                           |                                 | Bank Central Circle District Northern | Bank Central Circle District Northern |
| U-Bahn-Bahnhof |                                 | Waterloo Bakerloo Jubilee Northern    | Waterloo Bakerloo Jubilee Northern    |
| U-Bahn-Betriebs-/Güterbahnhof Streckenende                                                                                  |                                 | Waterloo Depot                        | Waterloo Depot                        |

Die Waterloo & City Line, auch als The Drain bezeichnet, ist die kürzeste U-Bahn-Linie der London Underground. Sie wurde am 8. August 1898 eröffnet und besitzt nur die zwei Stationen Waterloo und Bank. Letztere hieß bis 1940 City, was den Namen der Linie erklärt. Die Strecke ist 2,4 Kilometer lang und unterquert die Themse, wobei die Fahrt lediglich vier Minuten dauert. Die Hauptaufgabe der Linie ist, Pendler zwischen dem Bahnhof Waterloo und dem Finanzdistrikt in der City of London zu befördern, weshalb sie nur montags bis freitags von 06:00 Uhr bis 00:30 Uhr verkehrt.

## Geschichte

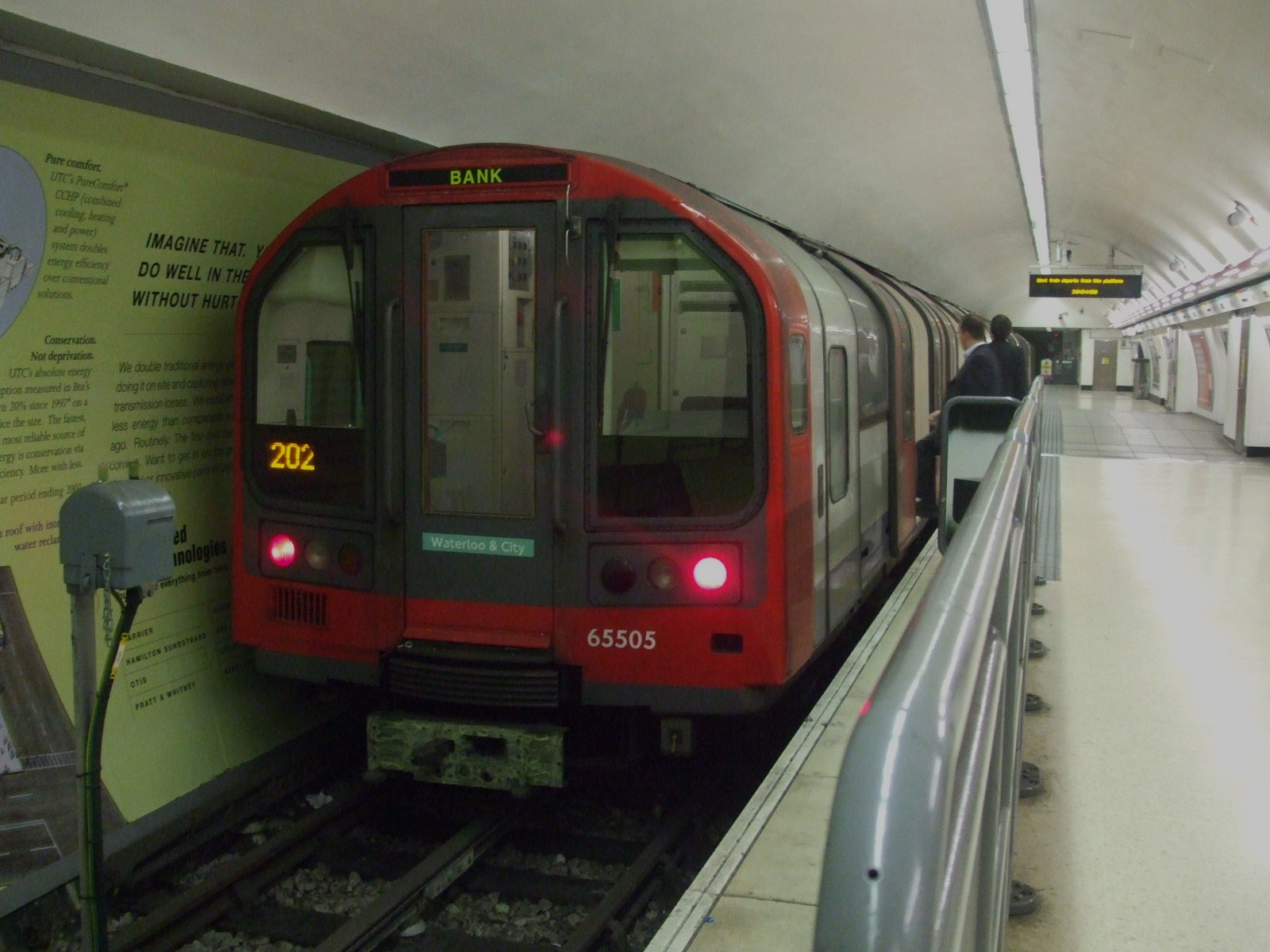
Zug des Typs 1992 Tube Stock in der Station Bank

Nachdem die Planungen dieser und vier weiterer Linien vom Parlament genehmigt wurden, konnte der Bau der Strecke beginnen. Als erste Linie der Underground wurde hierbei der von der Regierung vorgeschriebene Röhrendurchmesser von 3,5 Metern gebaut. Nach etwa vier Jahren Bauzeit konnte die Linie 1898 eröffnet werden. Als Rollmaterial wurden zunächst Züge des amerikanischen Herstellers Jackson & Sharp verwendet.
Die von Ingenieur James Henry Greathead geplante Strecke gehörte ursprünglich einer Tochtergesellschaft der London and South Western Railway (L&SWR), die 1907 in die Muttergesellschaft eingegliedert wurde. 1923 wurde die L&SWR in die Southern Railway (SR) integriert, die 1948 zusammen mit den anderen britischen Eisenbahngesellschaften verstaatlicht wurde. 
Die Waterloo & City Line wurde von der L&SWR als Ergänzung zu den im Bahnhofs Waterloo endenden Hauptstrecken betrieben. Ursprünglich sollte der Bahnhof auf der Südseite der Themse nur ein Zwischenbahnhof einer Strecke ins Stadtzentrum sein, aber 1846 verbot die Regierung oberirdische Strecken durch das Stadtzentrum. Das Tarifsystem wurde vollständig in den nationale Eisenbahntarif integriert, sodass es möglich war, direkte Fahrkarten bis nach Bank, früher City, zu kaufen.
Das London Passenger Transport Board schlug 1934 den Bau einer Zwischenstation beim Bahnhof Blackfriars vor, ebenso eine Verlängerung bis zur Liverpool Street und von dort weiter nach Shoreditch und über die East London Line, doch die Pläne wurden nicht umgesetzt.
1994 wurde die Waterloo & City Line für einen symbolischen Kaufpreis von einem Pfund von British Rail übernommen und in das System von London Underground überführt. Im Januar 2003 wurde die Linie für etwas mehr als drei Wochen geschlossen, um sie auf den neuesten Sicherheitsstand zu bringen. Im selben Jahr übernahm das Metronet-Konsortium im Rahmen eines Public-Private-Partnership-Programms den Unterhalt der Strecke und der Anlagen bis nach dessen Konkurs 2008.
Aufgrund der COVID-19-Pandemie in Großbritannien war die Waterloo & City Line vom 20. März 2020 bis 7. Juni 2021 außer Betrieb.

## Besonderheiten

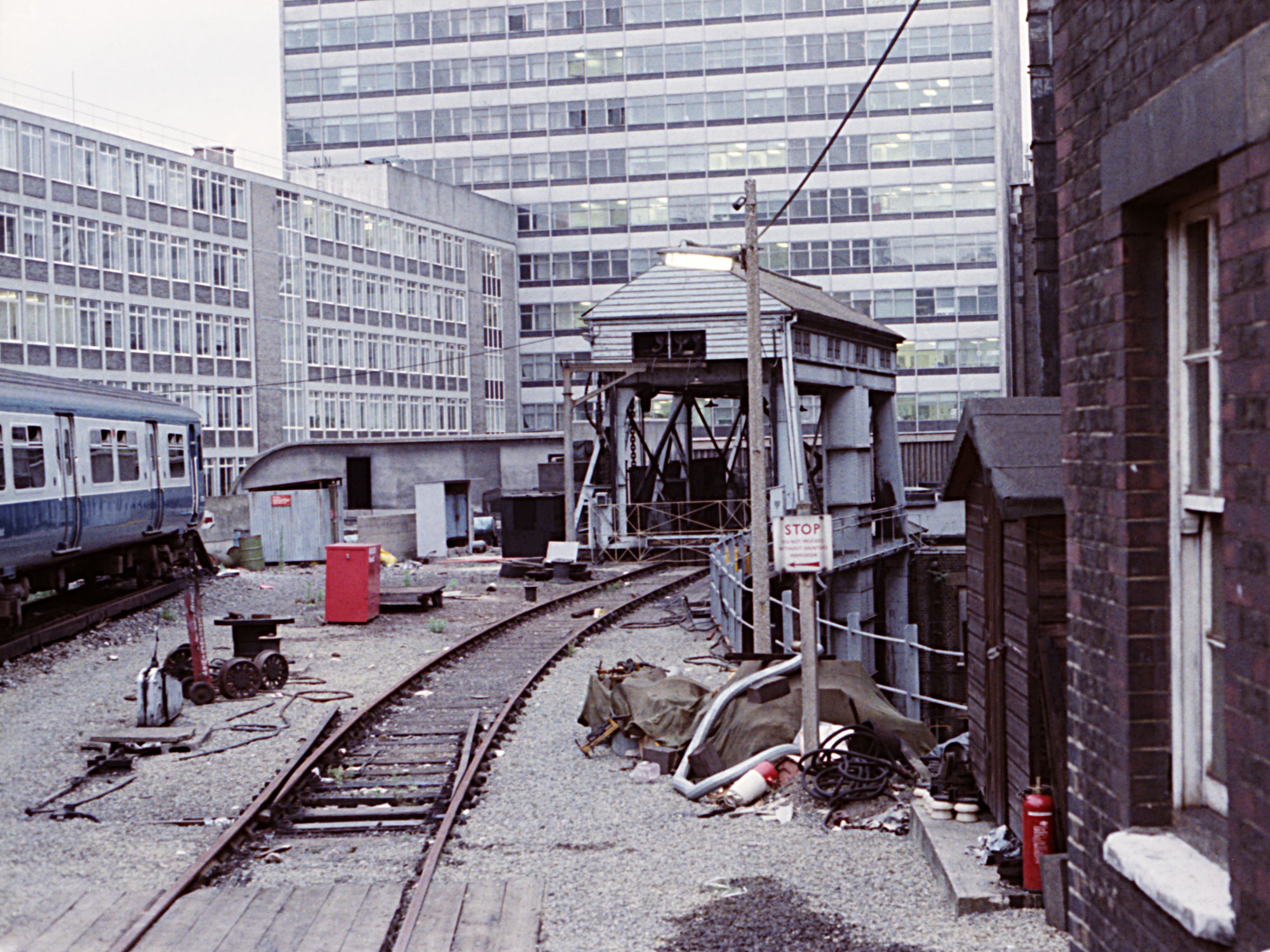
Armstrong Lift am Bahnhof Waterloo für Schienenfahrzeuge

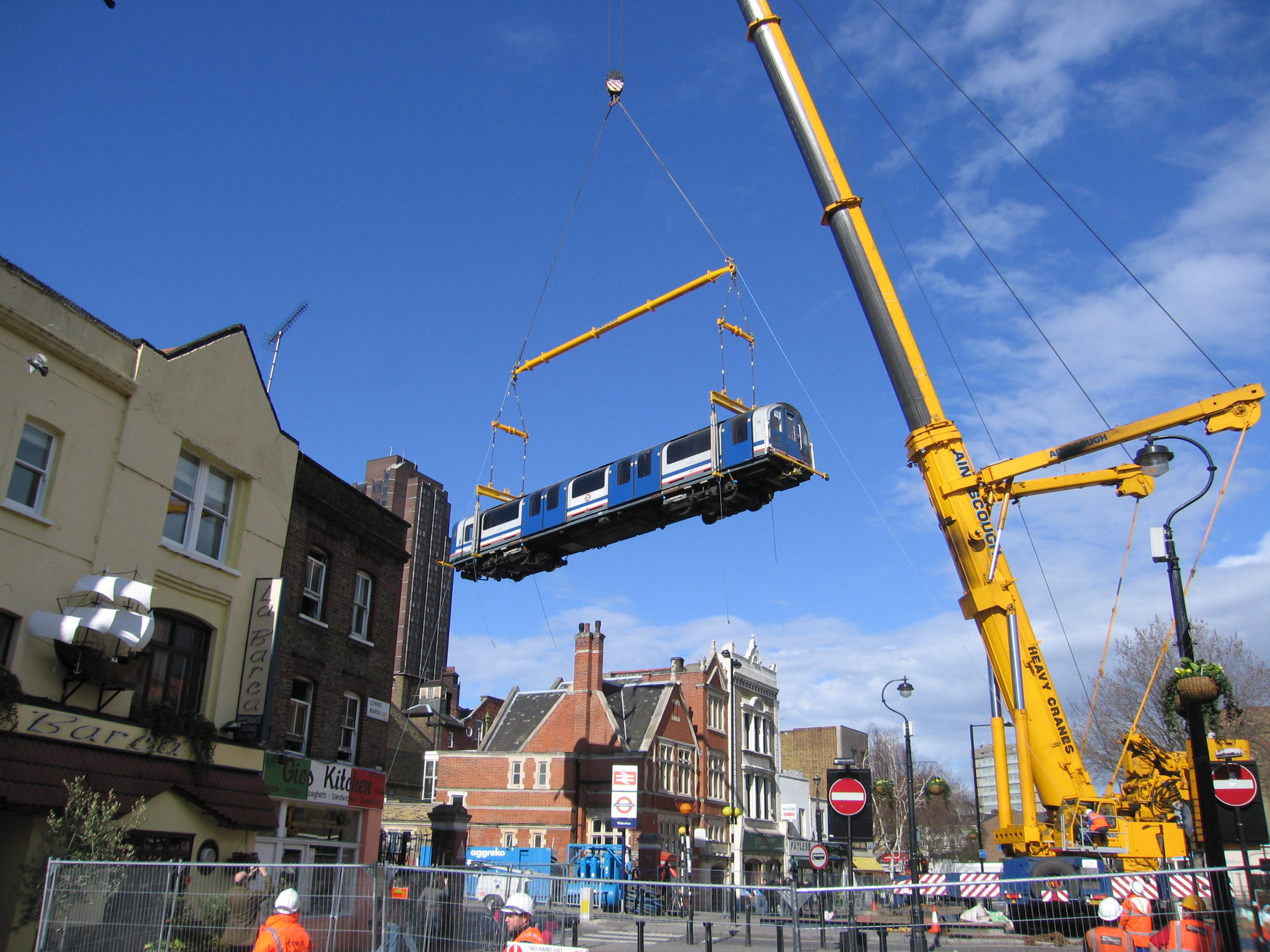
Bei Waterloo wird ein Wagen aus dem Tunnel gehoben

### SpitznameThe Drain
Die Waterloo & City Line wird The Drain ‚der Abfluss‘ genannt, was verschiedene Begründungen hat. Eine bezieht sich auf den Wassereintritt in den Tunnel unter der Themse. Das eindringende Wasser muss ständig ausgepumpt werden. Eine andere Erklärung bezieht sich auf den ursprünglichen Zugang bei City, der über eine lange Rampe führte, die an eine mittelalterliche Gosse erinnerte.

### Fahrzeugaufzug
Die Waterloo & City Line verläuft auf ihrer gesamten Länge in Tunnel mit rundem Querschnitt und hat keine Verbindung zum restlichen Schienennetz, was das Überführen der Züge in die Hauptwerkstatt aufwändig macht. Ursprünglich wurde ein spezieller Fahrzeugaufzug an der Nordseite des Bahnhofs Waterloo verwendet, um die einzelnen Wagen der auf der Strecke eingesetzten Züge an die Oberfläche zu bringen. Seine Hauptaufgabe war aber der Transport der Kohlenwagen für die Brennstoffzufuhr des Kraftwerks, das die Strecke mit Strom versorgte. Der hydraulisch mit Wasser betriebene Aufzug wurde von Armstrong Whitworth & Co gebaut, weshalb er auch als Armstrong Lift bezeichnet wurde.
1948 kam es zu einem Unfall mit einer M7-Lokomotive der L&SWR. Die Lokomotive rangierte Kohlenwagen auf die Fahrzeugplattform des Lifts, als dieser sich plötzlich absenkte, bevor der Rangiervorgang beendet war. Das Fahrpersonal konnte noch abspringen, aber die Lokomotive landete am Boden des Liftschachts und musste vor Ort zerlegt werden.
Der Aufzug musste 1990 entfernt werden, um Platz für den Bau des Eurostar-Terminals Waterloo International zu schaffen. Um die einzelnen Wagen der Züge an die Oberfläche zu bringen, werden diese bei Bedarf mit einem Mobilkran durch einen Schacht neben der Betriebswerkstatt aus dem Tunnel gehoben.

### Drehort
Wegen der Betriebspause an Wochenenden entwickelte sich die Linie zu einem beliebten Drehort für Filme, z. B. Sliding Doors (1998, mit Gwyneth Paltrow in der Hauptrolle) oder die TV-Adaption von Die dreibeinigen Herrscher (1984).

## Stationen
- Bank – eröffnet am 8. August 1898 als City, umbenannt in Bank am 28. Oktober 1940
- Waterloo – eröffnet am 8. August 1898

Die Waterloo & City Line führt unter dem Bahnhof Blackfriars hindurch, weshalb bereits 1934 eine Zwischenstation Blackfriars vorgeschlagen wurde, die aber nicht realisiert wurde. Der Vorschlag wurde in den 1980er Jahren nochmals aufgegriffen, das Department for Transport sah aber kein verkehrstechnischen Vorteil darin.